# TREE OF LIFE
『TREE OF LIFE』（トゥリー オブ ライフ）は、Kiroroの3枚目のアルバム。2001年1月24日発売。発売元はビクターエンタテインメント。

## 収録曲
作詞・作曲：玉城千春／編曲：重実徹（特記以外）
1. 逢いたい （With Strings）
  - 編曲：Kiroro
2. ウソツキ
3. しゃぼん玉
4. ひまわり
5. この歌がきこえますか
  - 編曲：渡辺等
6. 夜を見上げて
  - 作曲：Kiroro
7. ランナー
  - 作曲：Kiroro
8. 幸せの余韻
  - 作詞・作曲：金城綾乃／編曲：岩田雅之
9. フォトグラフ
  - 編曲：Kiroro
10. 好きって気持ち
  - 作曲：Kiroro

## 演奏
- 玉城千春：Vocal & Background Vocal
- 金城綾乃：Keyboards & Vocal
- 重実徹
  - Strings Arrangement (#1)
  - Keyboards (#2.3.4.6.7.10)
  - Computer Programming (#2.4.10)
- 弦一徹ストリングス：Strings (#1)
- 林部直樹：Acoustic Guitar & Electric Guitar (#2.7)
- Paquito D'Rivera：Castanet (#2)
- 坂田学：Drums (#3)
- 渡辺等
  - Wood Bass (#3.7)
  - Electric Bass (#5.6.10)
  - Bouzouki, Mandolin, Synthesizer (#5)
- 古川望：Electric Guitar (#3)
- 小倉博和：Acoustic Guitar & Electric Guitar (#4.6)
- 野口明彦：Drums (#5.6)
- 西海孝：Acoustic Guitar (#5)
- 河合代介：Piano & Organ (#5)
- 佐野康夫：Drums (#7)
- 岩田雅之：Computer Programming, Keyboards, Guitar & Chorus (#8)
- 渕野繁雄：Flute & Clarinet (#8)
- 堀沢真己：Cello (#8)
- 古川昌義：Electric Guitar (#10)